# St. Anton an der Jeßnitz
St. Anton an der Jeßnitz (auch Sankt Anton an der Jeßnitz) ist eine österreichische Gemeinde im Bezirk Scheibbs in Niederösterreich mit 1132 Einwohnern (Stand 1. Jänner 2025).

## Geografie

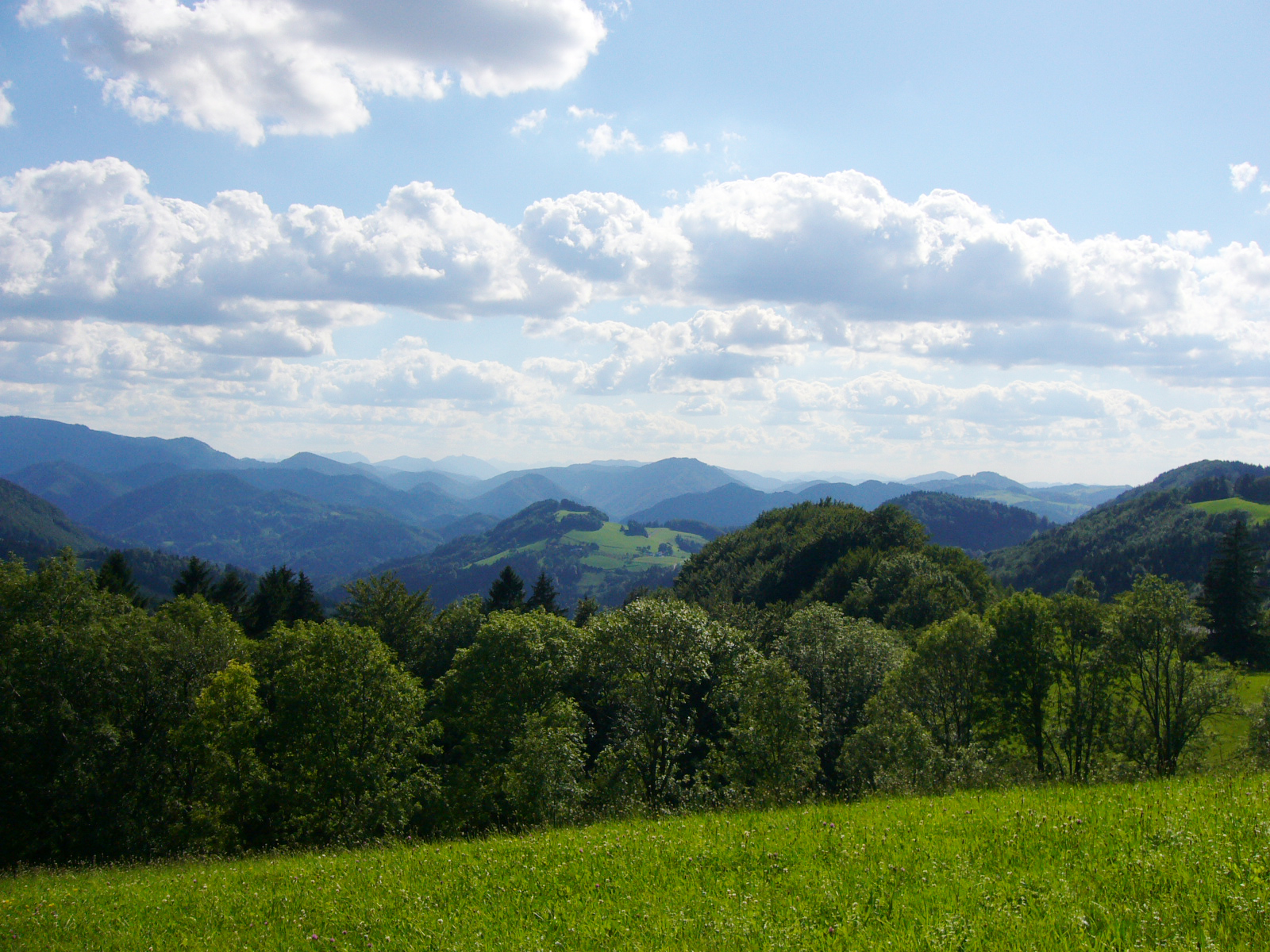
Landschaft nördlich von St. Anton an der Jeßnitz, Blick Richtung Erlauftal

St. Anton liegt am Fluss Jessnitz im niederösterreichischen Mostviertel. Das Gemeindegebiet umfasst das Einzugsgebiet der Jessnitz, die nach Gnadenberg in die Erlauf mündet. Diese fließt im Nordwesten der Gemeinde in 350 Meter Meereshöhe. Die bewaldeten Berge im Norden und im Süden erreichen etwa 1000 Meter. Die höchste Erhebung ist der Turmkogel mit 1130 Meter im Süden. Im Osten liegt der 650 Meter hohe Übergang Kreuztanne ins Tal des Natterbachs, der in die Pielach mündet. Die Fläche der Gemeinde umfasst siebzig Quadratkilometer. Davon sind mehr als siebzig Prozent bewaldet, ein Viertel ist landwirtschaftliche Nutzfläche.

### Gemeindegliederung
Das Gemeindegebiet umfasst folgende 11 Ortschaften (in Klammern Einwohnerzahl Stand 1. Jänner 2025):
- Anger (42) samt Reifgraben und Treffling
- Gabel (7)
- Gärtenberg (94) samt Klammergraben
- Gnadenberg (74) samt Neubruck
- Grafenmühl (53) samt Bodinggraben und Neubruck
- Gruft (186)
- Hochreith (22)
- Hollenstein (71)
- Kreuztanne (20)
- St. Anton an der Jeßnitz (412) samt Am Schober und Kniebichl
- Wohlfahrtsschlag (151) samt Vorderer Schlagerboden und Winterbach

Die Gemeinde besteht aus den Katastralgemeinden Anger, Gärtenberg, Grafenmühl, St. Anton an der Jeßnitz und Wohlfahrtsschlag.

## Geschichte
Das Gebiet war vermutlich schon zur Zeit des Königreiches Noricum und in der Zeit der römischen Besatzung dünn besiedelt. Nachweise für eine slawische Besiedlung liefern die Namen Jeßnitz (jasen=Esche), Stozek und Gabel (jablabe=Apfelbaum). Um das Jahr 900 erfolgte dann die Besiedlung durch deutschsprachige Einwanderer. Der Name St. Anton geht auf das schon vor der Entstehung des Ortes von Wallfahrern aufgesuchte Antonius-Bründl zurück, das noch heute südlich der Kirche zu sehen ist.
Die erste urkundliche Erwähnung stammt aus dem Jahr 1270, wo Otto von Jesenitz als Zeuge genannt wird. Die Schreibweise änderte sich mehrmals, über Jesnitzer zu Jeßnitzer, wie das Geschlecht 1282 und 1357 mehrfach genannt wurde. In dieser Zeit verkauften sie ihre Besitzungen nach und nach an Herzog Albrecht II. für seine Stiftungen an die Kartause Gaming. Der Ort St. Anton wird erstmals 1464 erwähnt.
Wegen der großen Entfernung zur Pfarrkirche Scheibbs wurde in der Mitte des 17. Jahrhunderts die frühbarocke Filialkirche St. Anton errichtet und 1691 geweiht. Als 1760 der Dachstuhl abbrannte, stürzte der Turm ein und wurde durch einen hölzernen Dachreiter ersetzt. Dieser blieb bis heute erhalten. Zur Pfarre erhoben wurde St. Anton 1785.
Im Jahr 1820 wurde Kohle gefunden und abgebaut, 9000 Wiener Zentner im Jahr 1854. Ein aufgelassenes Sensenwerk wurde zu einer Gewehrfabrik umgebaut, aber bereits 1868 wieder eingestellt. Vom Fabrikanten Andreas Töpper wurde die „Bruderlade“ 1868 als Versorgungshaus für in Not geratene Arbeiter seines Werkes eingerichtet. Seit 1998 befindet sich im Erdgeschoß ein historisches Museum.
Nach schweren Regenfällen kam es 1910 zu einem Bergrutsch im Reifgraben, da das Gebiet vom Kohleabbau unterhöhlt war. Der aufgestaute Bach bildete den Antonisee, der seither als Naherholungsgebiet genutzt wird.

### Einwohnerentwicklung
| St. Anton an der Jeßnitz: Einwohnerzahlen von 1869 bis 2024 | St. Anton an der Jeßnitz: Einwohnerzahlen von 1869 bis 2024 | St. Anton an der Jeßnitz: Einwohnerzahlen von 1869 bis 2024 | St. Anton an der Jeßnitz: Einwohnerzahlen von 1869 bis 2024 | St. Anton an der Jeßnitz: Einwohnerzahlen von 1869 bis 2024 |
| ----------------------------------------------------------- | ----------------------------------------------------------- | ----------------------------------------------------------- | ----------------------------------------------------------- | ----------------------------------------------------------- |
| Jahr                                                        |                                                             |                                                             |                                                             | Einwohner                                                   |
| 1869                                                        | 1869                                                        |                                                             | 1.556                                                       | 1.556                                                       |
| 1880                                                        | 1880                                                        |                                                             | 1.651                                                       | 1.651                                                       |
| 1890                                                        | 1890                                                        |                                                             | 1.670                                                       | 1.670                                                       |
| 1900                                                        | 1900                                                        |                                                             | 1.533                                                       | 1.533                                                       |
| 1910                                                        | 1910                                                        |                                                             | 1.565                                                       | 1.565                                                       |
| 1923                                                        | 1923                                                        |                                                             | 1.439                                                       | 1.439                                                       |
| 1934                                                        | 1934                                                        |                                                             | 1.409                                                       | 1.409                                                       |
| 1939                                                        | 1939                                                        |                                                             | 1.496                                                       | 1.496                                                       |
| 1951                                                        | 1951                                                        |                                                             | 1.331                                                       | 1.331                                                       |
| 1961                                                        | 1961                                                        |                                                             | 1.307                                                       | 1.307                                                       |
| 1971                                                        | 1971                                                        |                                                             | 1.299                                                       | 1.299                                                       |
| 1981                                                        | 1981                                                        |                                                             | 1.287                                                       | 1.287                                                       |
| 1991                                                        | 1991                                                        |                                                             | 1.273                                                       | 1.273                                                       |
| 2001                                                        | 2001                                                        |                                                             | 1.287                                                       | 1.287                                                       |
| 2011                                                        | 2011                                                        |                                                             | 1.229                                                       | 1.229                                                       |
| 2021                                                        | 2021                                                        |                                                             | 1.179                                                       | 1.179                                                       |
| 2024                                                        | 2024                                                        |                                                             | 1.142                                                       | 1.142                                                       |
| Quelle(n): Statistik Austria, Gebietsstand 1.1.2021         |                                                             |                                                             |                                                             |                                                             |

## Kultur und Sehenswürdigkeiten

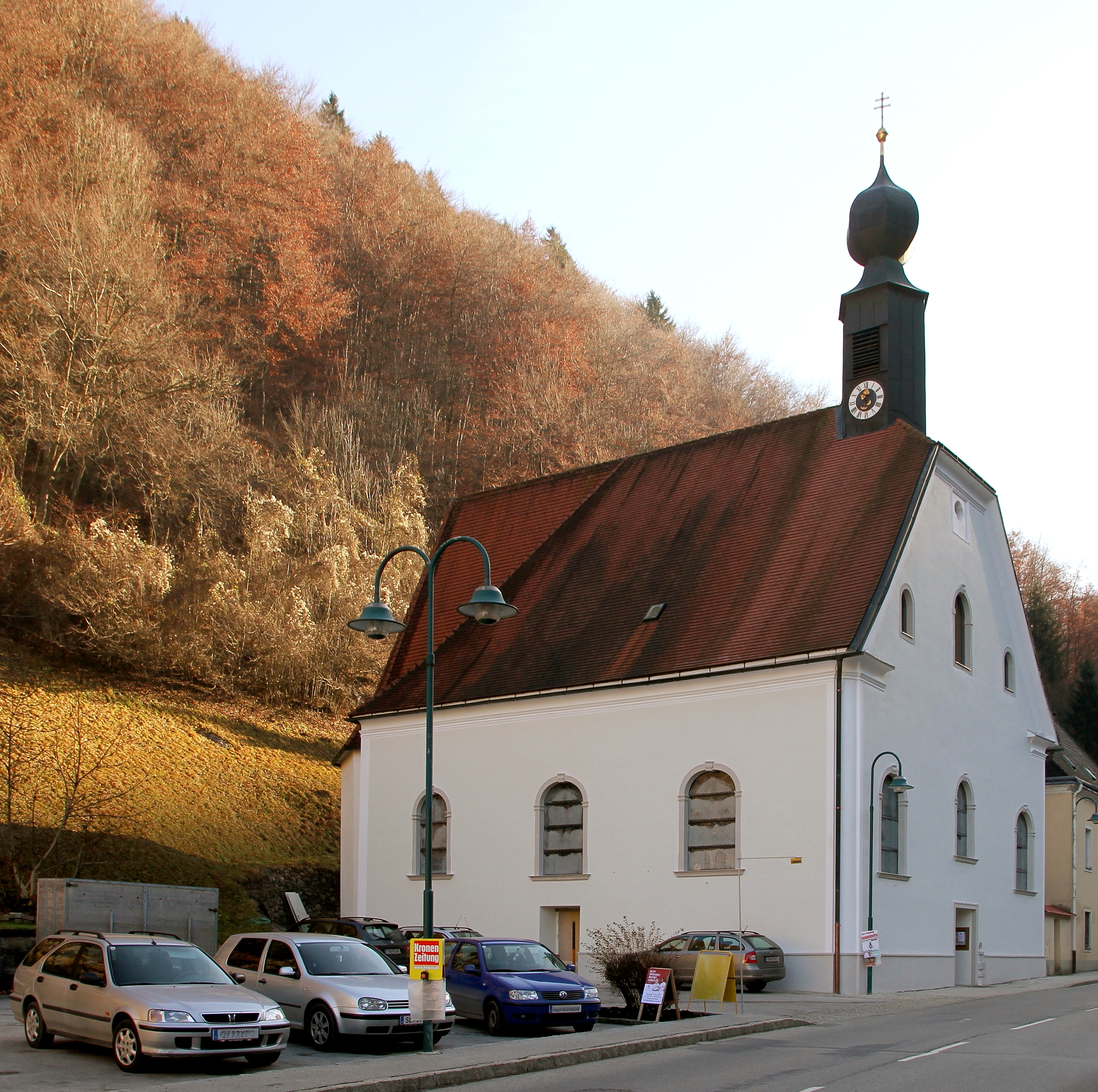
Pfarrkirche St. Anton an der Jeßnitz

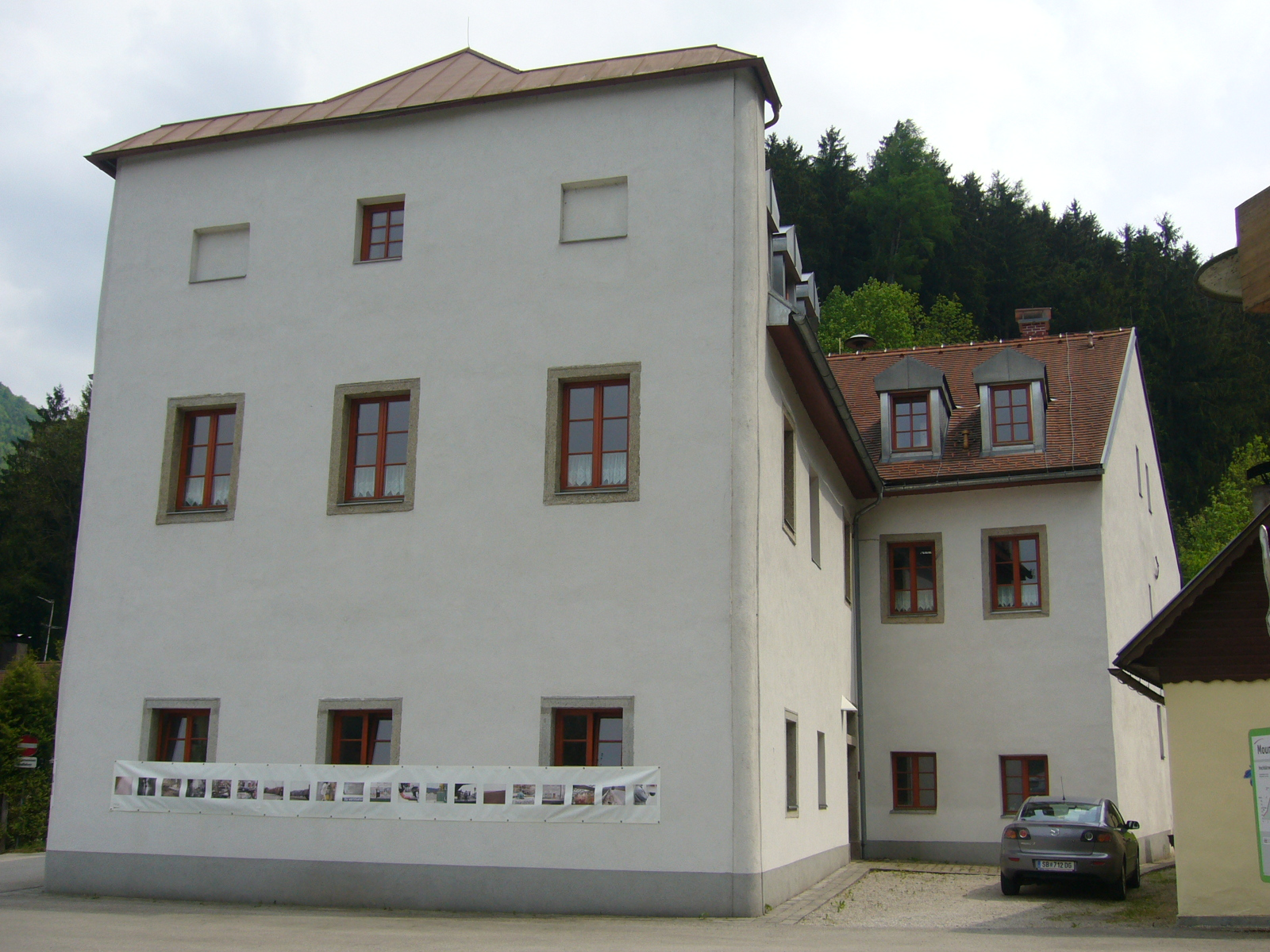
Museum St. Anton an der Jeßnitz

- Katholische Pfarrkirche St. Anton an der Jeßnitz
- Museum Bruderlade

### Filme
- Anita Lackenberger: Die Kinder von St. Anton. 90-minütiger Kinofilm über das Musikleben in St. Anton. 2007 produziert zeigt der Film ein einfühlsames und unkonventionelles Porträt über das Musikschulwesen im ländlichen Raum in Niederösterreich. Kinostart war April 2009.

## Wirtschaft und Infrastruktur

### Wirtschaftssektoren
Von den 122 landwirtschaftlichen Betrieben des Jahres 2010 wurden 61 im Haupt-, 55 im Nebenerwerb, eine von einer Personengemeinschaft und fünf von juristischen Personen geführt. Im Produktionssektor waren 25 Erwerbstätige in der Bauwirtschaft tätig. Die größten Arbeitgeber des Dienstleistungssektors waren die Bereiche soziale und öffentliche Dienste (27), Beherbergung und Gastronomie (16) und Handel (10 Mitarbeiter).
| Wirtschaftssektor            | Anzahl Betriebe | Anzahl Betriebe | Erwerbstätige | Erwerbstätige |
| Wirtschaftssektor            | 2011            | 2001            | 2011          | 2001          |
| ---------------------------- | --------------- | --------------- | ------------- | ------------- |
| Land- und Forstwirtschaft 1) | 122             | 142             | 117           | 87            |
| Produktion                   | 7               | 2               | 29            | 1             |
| Dienstleistung               | 33              | 23              | 63            | 59            |

1) Betriebe mit Fläche in den Jahren 2010 und 1999

### Arbeitsmarkt, Pendeln
Im Jahr 2011 lebten 622 Erwerbstätige in St. Anton an der Jeßnitz. Davon arbeiteten 161 in der Gemeinde, beinahe drei Viertel pendelten aus.

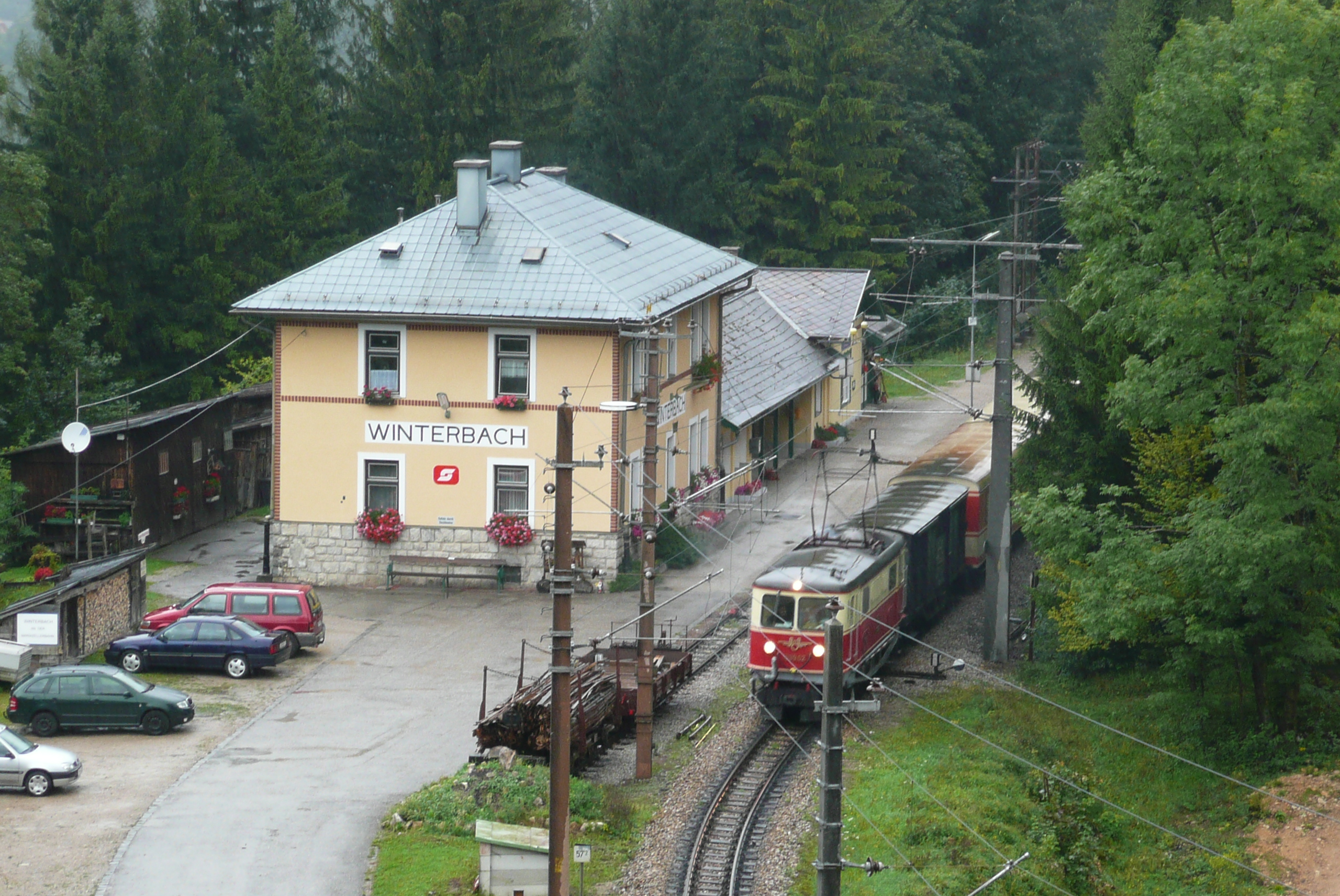
Ortsteil Winterbach – Bahnhof der Mariazellerbahn

### Verkehr
- Eisenbahn: Im Osten des Gemeindegebietes liegt die Haltestelle Winterbach der Mariazellerbahn.[10]
- Straße: Die wichtigste Straßenverbindung ist die Puchenstubner Straße B28.

### Fremdenverkehr
Das Ski- und Wandergebiet Hochbärneck bietet einen Blick auf den Ötscher. Durch St. Anton verläuft weiters der Nord-Süd-Weitwanderweg. 1970 gründeten die Gemeinden St. Anton an der Jeßnitz, Puchenstuben und Gaming den Naturparkverein „Ötscher-Tormäuer“. 2020 beschloss der Gemeinderat einstimmig aus dem Naturparkverein auszutreten.
Im Jahr 2019 wurden 4000 Übernachtungen in der Gemeinde gezählt. Der größte Teil entfiel auf den Sommer mit einer Spitze im August.

### Öffentliche Einrichtungen
In St. Anton befinden sich zwei Kindergärten und eine Volksschule.

## Politik
| Der Gemeinderat hat 19 Mitglieder. - Mit den Gemeinderatswahlen in Niederösterreich 1990 hatte der Gemeinderat folgende Verteilung: 16 ÖVP und 3 SPÖ. - Mit den Gemeinderatswahlen in Niederösterreich 1995 hatte der Gemeinderat folgende Verteilung: 15 ÖVP, 3 SPÖ und 1 FPÖ. - Mit den Gemeinderatswahlen in Niederösterreich 2000 hatte der Gemeinderat folgende Verteilung: 10 Liste Bgm. Franz Mayer, 7 ÖVP und 2 SPÖ. - Mit den Gemeinderatswahlen in Niederösterreich 2005 hatte der Gemeinderat folgende Verteilung: 11 ÖVP und 8 SPÖ. - Mit den Gemeinderatswahlen in Niederösterreich 2010 hatte der Gemeinderat folgende Verteilung: 15 ÖVP und 4 SPÖ. - Mit den Gemeinderatswahlen in Niederösterreich 2015 hatte der Gemeinderat folgende Verteilung: 15 ÖVP und 4 SPÖ. - Mit den Gemeinderatswahlen in Niederösterreich 2020 hat der Gemeinderat folgende Verteilung: 16 ÖVP und 3 SPÖ. | Die zur Anzeige dieser Grafik verwendete Erweiterung wurde dauerhaft deaktiviert. Wir arbeiten aktuell daran, diese und weitere betroffene Grafiken auf ein neues Format umzustellen. (Mehr dazu) |

### Bürgermeister
Die Bürgermeister seit 1857 waren:
- 1857–1870 Leopold Abrander
- 1870–1875 Anton Klausner
- 1875–1884 Josef Reiter
- 1884–1885 August Höllmüller
- 1885–1888 Franz Pfeiffer
- 1888–1915 Alois Reinelt
- 1915–1938 Paul Pfeiffer
- 1938–1945 Josef Heinzl
- 1945–1950 Paul Pfeiffer
- 1950–1962 Hans Gall
- 1962–1965 Friedrich Hinteregger
- 1965–1975 Leopold Tod
- 1975–1995 Rudolf Reitinger
- 1995–2009 Franz Mayer (ÖVP)
- 2010–2024 Waltraud Stöckl (ÖVP)
- seit 2024 Manfred Zellhofer (ÖVP)[21]

## Persönlichkeiten
- Leopold Schagerl (1941–2024), Geistlicher und Generalvikar der Diözese St. Pölten